# Milan Togner
Milan Togner (29. září 1938 Zlín – 28. listopadu 2011 Olomouc) byl český historik umění, zakladatel a vedoucí Katedry dějin umění Filozofické fakulty Univerzity Palackého v Olomouci, kde také od roku 1990 dvacet let vyučoval. Byl autorem četných výstav, katalogů, odborných publikací a popularizátorem olomoucké výtvarné scény v době baroka. Zabýval se středoevropskou a italskou malbou a kresbou 17.–18. století, středověkou nástěnnou malbou na Slovensku a teorií restaurování.

## Život
Milan Togner se narodil 29. listopadu 1938 ve Zlíně na Moravě. Vyrůstal v rodině olomouckého notáře známého intenzivním vztahem k výtvarnému umění. Tognerův vrozený smysl pro praktickou realitu ho sice nejprve přivedl na chemickou průmyslovku, ale po jejím absolvování zvítězil zájem o výtvarné umění, který si přinesl z rodinného prostředí. Jako 24letý v roce 1962 zahájil externí studium dějin umění na Masarykové univerzitě v Brně, kde pod vedením profesora Václava Richtera a Alberta Kutala získal v roce 1969 doktorát.
Již od roku 1966 pracoval v Uměleckoprůmyslovém muzeu v Kroměříži, kde připravoval řadu výstav, jako Pozdněgotické sochařství z moravských sbírek (1969), Umění restaurátorské (1969) nebo Barokní scénografie v díle L. O. Burnaciniho a G. Galli Bibieny (1970).
Slibný start odborné kariéry Milana Tognera byl násilně přerušen v době normalizace, když se podepsal pod známou výzvu pražského jara s názvem „Dva tisíce slov“, v roce 1970 byl z muzea propuštěn. Následujících sedm roků se nemohl v oboru uplatnit a byl nucen se živit jako dělník Pozemních staveb v Olomouci. Z této špatné životní situace ho v 80. letech vysvobodilo pozvání Slovenského národného múzea v Bratislavě, které mu nabídlo místo odborného pracovníka na detašovaném pracovišti na hradě Červený kameň. Zde zpracovával červenokamenské uměleckohistorické sbírky, ze kterých se v roce 1982 zrodila publikace Historický nábytek.
V roce 1982 obdržel nabídku pracovat jako expert ve Štátnych reštaurátorských ateliéroch v Bratislavě (1986–1990 vedoucí historik umění). Tato pozice mu umožnila, během početných terénních výzkumů, se důvěrně seznámit s památkami starého umění na Slovensku, především se středověkým nástěnným malířstvím. Osm roků Togner usilovně a systematicky pracoval na publikacích: Stredoveká nástenná maľba na Slovensku, Súčasný stav poznania - Addenda a corrigenda (1988) a o rok později Stredoveká nástenná maľba na Gemeri (1989). Tato díla mu vynesla pozici uznávaného znalce dějin slovenského středověkého nástěnného malířství.
Odborná činnost na Slovensku nepřerušila Tognerovu vazbu s uměleckohistorickou problematikou rodné Moravy. V roce 1984 uveřejňuje v časopise Umění studii Objev pozdně gotických nástěnných maleb v Olomouci a autorsky se podílí na kolektivní monografii o městě Olomouc. O dva roky později pořádá v olomoucké galerii výstavu s názvem Středoevropské malířství 17. a 18. století na Moravě.
Návrat do Olomouce přišel v roce 1990, od roku 1992 zde působil na Palackého univerzitě nejprve jako docent a vedoucí Katedry teorie a dějin výtvarného umění, později jako řádný profesor (1998). Věnoval se výuce uměleckohistorického dorostu a zasvěcoval ho zejména do problematiky znalectví a restaurátorství. Poté se jeho zájem přesouvá na dějiny barokního umění. Jeho odbornou pozornost přitáhlo především italské umění. Se zapálením se věnoval studiu italské kresby a grafiky, jejichž četnými exponáty disponují sbírky v Olomouci a Kroměříži. Výsledkem jeho práce bylo několik významných výstav a publikací.
Navzdory pobytu v Čechách, značné zaneprázdněnosti pedagogickou prací a pracovnímu zaujetí moravsko-italskou uměleckohistorickou problematikou Togner nepřerušil své pracovní ani osobní kontakty se Slovenskem. Nejenže se nadále podílel na činnostech odborných a expertních komisí vícero slovenských uměleckohistorických institucí, ochotně se dělil o své rozsáhle odborné znalosti a autorsky se spoluúčastnil na významných projektech, jako byla kolektivní monografie Problémy dejín výtvarného umenia Slovenska, do které přispěl rozsáhlou studií Slovensko a Itálie ve středověku; k percepcii trecentných italianizmov v stredovekej nástennej maľbe na Slovensku, nebo Gotika ze série Dejiny slovenského výtvarného umenia, pro kterou napsal kapitoly Ranogotické nástenné maľby a Vyvrcholenie sakrálneho monumentálneho maliarstva okolo roku 1400.
Milan Togner byl duchovním otcem výstavy Olomoucké baroko, největší muzejní akce v dějinách města Olomouc. Měl také velký podíl na zápisu Sloupu Nejsvětější Trojice v Olomouci na seznam Světového dědictví UNESCO.
Za rok 2001 mu byla udělena Cena města Olomouce v oblasti historie umění. V roce 2010 byl oceněn Mezinárodní cenou Slovenské akademie věd SAV2010 za vynikající dílo v oblasti věd o společnosti a kultuře.
Zemřel náhle v pondělí 28. listopadu 2011 ve věku 73 let.

## Dílo
- Historický nábytek (1982) - Terminologický slovník historického nábytku od gotiky po počátek 20. století. Materiálová skladba, technologie, typologie a slohové projevy.
- Olomouc (1984) - Reprezentační publikace zachycuje vývoj města od pravěkého osídlení do současnosti. (Spoluautoři: Ivo Hlobil, Pavel Michna).
- Sborník restaurátorských prací 2-3 (1986) - Sborník prací ze státní restaurátorských ateliérů. Naučná literatura o umění.
- Stredoveká nástěnná maľba v Gemeri (1989) - Kniha podává pohled na formování vývoje gemerského monumentálního malířství v 14. a 15. století.
- Olomouc - Proboštský farní kostel sv. Mořice (1992) - Publikace o proboštském farním kostele sv. Mořice v Olomouci. (Spoluautoři: Ivo Hlobil, Vladimír Hyhlík).
- Sandro Botticelli (1994) - První původní česká monografie italského renesančního malíře, významného představitele florentské školy.
- Paolo Pagani (1997) - Obsáhlá monografie benátského malíře konce 17. století, který působil také v Olomouci, ve službách biskupství. Obsahuje přes 80 reprodukcí jeho díla, seřazených dle galerií a s popisy a daty.
- Kroměřížská obrazárna (1998) - Katalog sbírky obrazů Arcibiskupského zámku v Kroměříži.
- Agostino Ciampelli 1565 - 1630 Kresby (2000) - Rozbor kreseb Agostina Ciampelliho. Publikace jee zároveň katalogem stejnojmenné výstavy pořádané v roce 2000 Muzeem Olomouc.
- Olomouc - Univerzitní kostel Panny Marie Sněžné (2000) - Publikace o barokním kostele Panny Marie Sněžné v Olomouci (Spoluautoři: Michal Altrichter, Vladimír Hyhlík).
- Florenťané: umění z doby medicejských velkovévodů (2002) - Katalog k výstavě, která proběhla v Praze ve Valdštejnské jízdárně, v Olomouci v Muzeu umění a v Chebu v Galerii výtvarného umění. (Spoluautoři: Jan Chlíbec, Ladislav Daniel, Beket Bukovinská, Lubomír Konečný, Tomáš Berger).
- Italská kresba 17. století (2005) - Obsáhlý, bohatě ilustrovaný česko-anglický katalog k výstavě, v němž se podařilo autorsky určit a zhodnotit převážnou část vzácného fondu a zpřístupnit jej tak pro veřejnost.
- Barokní malířství v Olomouci (2008) - Monografie je prvním souborným zpracováním dějin olomouckého barokního malířství. Práce je členěna do 9 kapitol zahrnujících jak svobodné malíře ve službách olomouckých biskupů, tak i malíře olomouckého malířského cechu. Významná pozornost je věnována i baroknímu sběratelství v Olomouci a zdejší barokní grafické produkci. Důraz je kladen na zakladatelskou osobnost Martina Antonína Lublinského.
- Olomoucká obrazárna III: Středoevropské malířství 16. - 18. století z olomouckých sbírek (2008) - Katalog k výstavě Olomoucká obrazárna III navazující na úspěšné expozice, věnované italskému (1994 – 2000) a nizozemskému (2000 – 2006) malířství z olomouckých sbírek.
- Arcibiskupský & zahrady v Kroměříži (2009) - Naučná literatura vydaná ve spolupráci s katedrou dějin umění Filozofické fakulty Univerzity Palackého v Olomouci v rámci výzkumného záměru Morava a svět - Umění v otevřeném multikulturním prostoru. (Spoluautoři: Ladislav Daniel, Marek Perůtka)
- Malířství 17. století na Moravě (2010) - Popis vývoje malby během "neklidného" a "krátkého" 17. století naráží na řadu problémů, z nichž nejvýraznějším je značná ztráta autentického materiálu, obraz skutečného stavu je složen z fragmentů.
- Mezi Římem a střední Moravou (2011) - Album Marat Icones, s detailním souborem nejen textové části, ale s vyhodnocením všech kreseb a grafických listů, které album obsahuje.

## Odkaz
Po Milanu Tognerovi je pojmenována soutěžní konference pro mladé kunsthistoriky s názvem Celostátní studentská vědecká konference Paragone: Soutěž o cenu profesora Milana Tognera. Na konferenci nominují své studenty uměnovědné katedry nebo ústavy vysokých škol České republiky nejvíce třemi zástupci bakalářského či magisterského stupně studia. Vybraní studenti na konferenci prezentují dosud nepublikované původní studentské vědecké práce. O vítězi rozhoduje hodnoticí komise. Pořádání se každý rok ujímá jiná univerzita. Pořadatelem prvního ročníku v roce 2014 byla Katedra dějin umění Filozofické fakulty Univerzity Palackého. 